# Fortem
Fortem is een gehucht in België, gelegen aan de Lovaart, nabij de dorpskern van Alveringem. Het gehuchtje ligt een kleine kilometer ten oosten van de kern van het centrum, langs de weg naar Lampernisse en Oudekapelle. Deze weg draagt eveneens de naam Fortem. De bebouwing concentreert zich aan de zuidzijde. Veel huizen zijn in de Tweede Wereldoorlog vernield, waardoor de bebouwing voornamelijk 20e-eeuws is.
De Lovaart is waarschijnlijk in de 12e eeuw gegraven als verbinding tussen Veurne en de rivier de IJzer. Fortem is vervolgens ontstaan aan de oever van de Lovaart.
In de 19e eeuw werd de brouwerij-mouterij De Snoek gebouwd. De brouwerij is bewaard gebleven en herbergt een brouwerijmuseum.

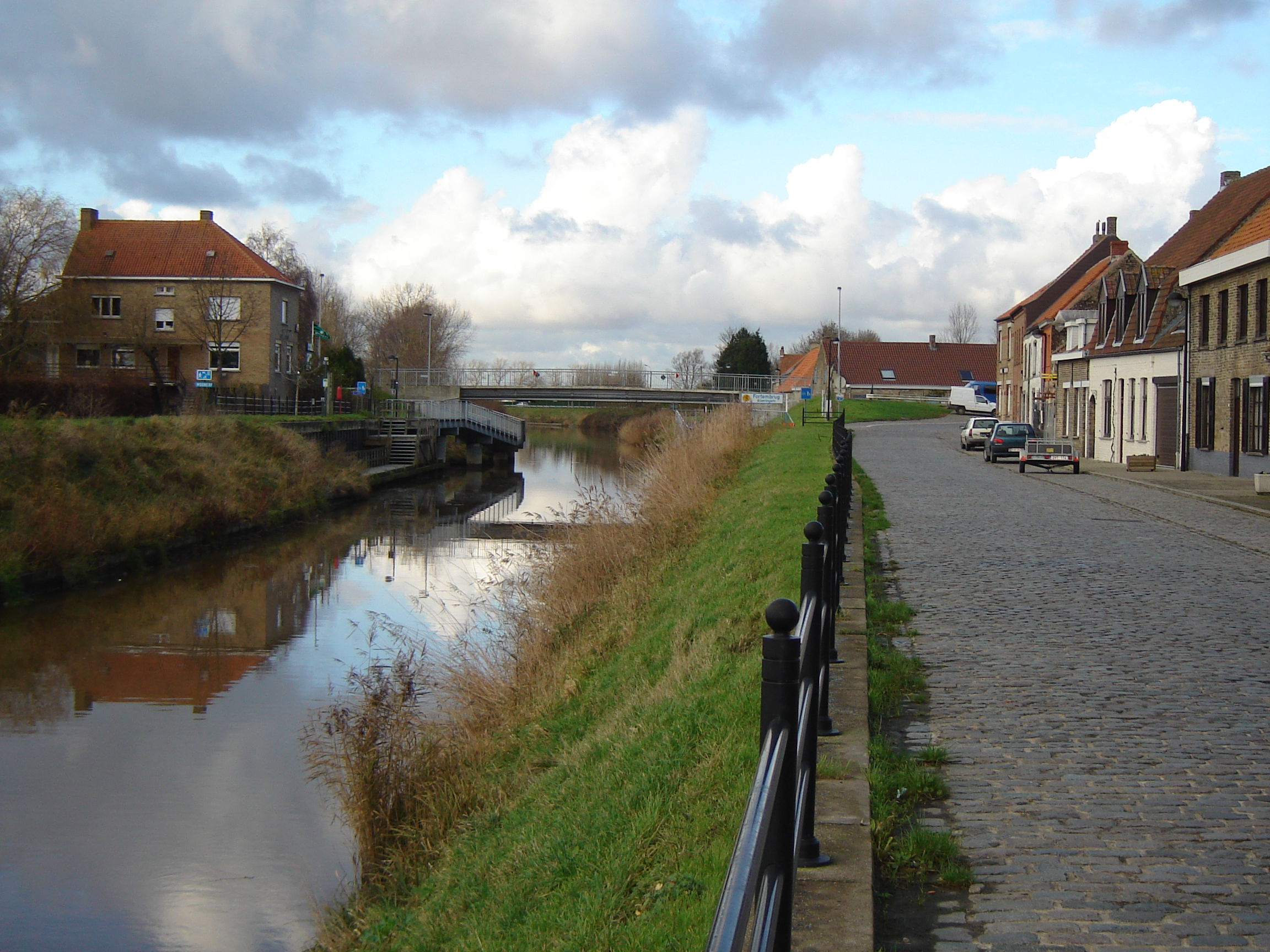
Fortem langs de Lovaart, met de Fortembrug